# 2007년 애완동물 사료 리콜
2007년 애완동물 사료 리콜에 대한 내용이다.
2007년 3월부터 멜라민과 시아누르산 오염으로 인해 많은 브랜드의 고양이 및 개 사료가 광범위하게 리콜되었다. 북미, 유럽, 남아프리카 공화국에서의 리콜은 애완동물의 신부전 보고에 대한 대응으로 이루어졌다. 처음에 이번 리콜은 단일 중국 회사의 밀 글루텐으로 만든 주로 습식 애완동물 사료의 소비와 관련이 있었다.
소비자들의 불만이 3주 이상 지속된 후, 2007년 3월 16일 캐나다 회사인 메뉴 푸즈(Menu Foods)가 자발적으로 리콜을 시작했다. 당시 회사 테스트에서 일부 테스트 동물에서 질병과 사망이 나타났다. 다음 주에는 오염된 밀 글루텐을 인수한 다른 여러 회사도 수십 개의 애완동물 사료 브랜드를 자발적으로 리콜했다. 최초 리콜이 발생한 지 한 달 후, 중국의 다른 공급원에서 오염된 쌀 단백질이 미국의 애완동물의 신부전과 관련이 있는 것으로 확인되었으며, 오염된 옥수수 글루텐은 남아프리카의 애완동물의 신부전과 관련이 있는 것으로 확인되었다. 2007년 애완동물 사료 리콜 조사 결과, 중국의 단백질 수출 오염 조사가 더욱 광범위해지면서 인간에게 공급되는 식품의 안전성에 대한 우려가 제기되었다.
3월 말까지 수의학 단체들은 거의 500건의 신부전 사례 중 100건 이상의 애완동물이 사망했다고 보고했다. 그러나 많은 소식통은 영향을 받은 애완동물의 실제 수는 결코 알려지지 않을 것이라고 추측하고 있으며 전문가들은 실제 사망자 수가 잠재적으로 수천 명에 이를 수 있다고 생각한다. 미국에서는 더 큰 정부 규제를 요구하면서 리콜에 대한 광범위한 언론 보도가 있었다. 중국 동물 사료에 멜라민이 광범위하게, 그리고 아마도 의도적으로 첨가되었다는 보고는 중국과 해외 모두에서 인간의 식품 공급에 멜라민 오염 문제를 제기했다.
연구에서는 신부전을 유발하는 멜라민과 시아누르산의 결합에 초점을 맞춰 왔다. 시아누르산이 중국에서 독립적이고 잠재적으로 널리 사용되는 불순물일 수 있다는 보고는 애완동물과 인간 건강 모두에 대한 우려를 높였다. 2008년 중국에서는 멜라민으로 오염된 이유식으로 인해 약 30만 명의 어린이가 입원하고 사망했다.

## 같이 보기
- 2007년 중국 수출 제품 리콜
- 2008년 중국산 유제품 멜라민 오염사건
- 중국강제인증제도
- 애완동물 보험